# Шубітідзе Шота Трифонович
Шота Трифонович Шубітідзе (1926, село Чабукіані, тепер Лаґодехський муніципалітет, Грузія — ?) — грузинський радянський діяч, сталевар Закавказького металургійного заводу імені Сталіна Грузинської РСР. Кандидат у члени ЦК КП Грузії. Депутат Верховної Ради СРСР 5-го скликання.

## Життєпис
Народився в селянській родині. Закінчив неповну середню школу.
З 1941 року працював в колгоспі Лаґодехського району Грузинської РСР.
У 1944—1950 роках — учень сталевара, сталевар Сталінського металургійного заводу імені Сталіна Сталінської області Української РСР.
З 1950 року — сталевар мартенівського цеху Закавказького металургійного заводу імені Сталіна міста Руставі Грузинської РСР, передовик виробництва.
Член КПРС з 1953 року.
Подальша доля невідома.

## Нагороди і звання
- медаль «За трудову відзнаку»
- медалі